# Munfordville
Munfordville is een plaats (city) in de Amerikaanse staat Kentucky, en valt bestuurlijk gezien onder Hart County.

## Demografie
Bij de volkstelling in 2000 werd het aantal inwoners vastgesteld op 1563.
In 2006 is het aantal inwoners door het United States Census Bureau geschat op 1617, een stijging van 54 (3,5%).

## Geografie
Volgens het United States Census Bureau beslaat de plaats een oppervlakte van
6,5 km², geheel bestaande uit land. Munfordville ligt op ongeveer 187 m boven zeeniveau.

## Plaatsen in de nabije omgeving
De onderstaande figuur toont nabijgelegen plaatsen in een straal van 24 km rond Munfordville.